# Gelis meigenii
Gelis meigenii là một loài tò vò trong họ Ichneumonidae.